# Universiteit van Essex
De Universiteit van Essex (Engels: University of Essex) is een Britse publieke universiteit gevestigd in het graafschap Essex. De hoofdcampus van de universiteit ligt in Wivenhoe net buiten Colchester. Secundaire campussen zijn gevestigd in Loughton en Southend-on-Sea. De universiteit werd opgericht in 1963, de eerste studenten startten opleidingen in 1964 en in 1965 ontving de universiteit haar royal charter.
De universiteit had van 2007 tot 2016 ook een samenwerking met East Anglia polytechnic in de University Campus Suffolk, met hoofdcampus in Ipswich maar deze university campus werd in 2016 verheven tot universiteit, de University of Suffolk in eigen recht.
Tot haar meest gerenommeerde alumni behoren voormalig Costa-Ricaans president Óscar Arias, winnaar van de Nobelprijs voor de Vrede 1987 die in 1974 aan de University of Essex promoveerde tot doctor in de politieke wetenschappen en Christopher Pissarides, laureaat van de Prijs van de Zweedse Rijksbank voor economie 2010 die hier bachelor en master behaalde alvorens te doctoreren aan de London School of Economics. Ook Britse politici als Priti Patel en John Bercow, architect Daniel Libeskind of mediafiguren als Stephen Daldry, Mike Leigh, David Yates en Ben Okri behoren tot de alumni.